# 박준형의 시사갈갈
《박준형의 시사갈갈》은 개그맨 박준형의 진행으로 SBS 러브FM에서 방송되었던 시사 풍자 프로그램이다.
SBS는 2011년 7월 23일 ~ 7월 24일 오전 11시부터 12시까지 박준형의 가갈갈갈을 시험 편성했고, 몇 달후 2011년 SBS 라디오 가을개편으로 이름·시간을 바꾸어서 신설하였으나 2012년 12월 2일을 끝으로 이 방송은 폐지되었다.

## 매일 코너
- 갈아만든 뉴스
- 가갈갈갈
- 억새풀 브리핑
- 금주의 갈갈 어워드, 닥치고 불러!
- 나사못의 백투더 퓨처
- 김길우의 천기누설 건강독설